# Dariusz Bąk
Dariusz Bąk (ur. 4 stycznia 1958 w Mogielnicy) – polski polityk i leśnik, samorządowiec, poseł na Sejm VI, VII, VIII i IX kadencji.

## Życiorys
Bratanek Henryka Bąka. Ukończył studia na Wydziale Leśnym Szkoły Głównej Gospodarstwa Wiejskiego w Warszawie z tytułem zawodowym magistra inżyniera leśnika. Pracował w Lasach Państwowych m.in. jako dyrektor regionalnej dyrekcji w Radomiu w latach 1992–1994, 1997–2001 i 2006–2007.
Na początku lat 80. działał w „Solidarności Wiejskiej” i Niezależnym Zrzeszeniu Studentów. W stanie wojennym internowano go na około pięć miesięcy.
Od 1990 związany z samorządem terytorialnym, był radnym miasta i gminy Białobrzegi. Należał do Mikołajczykowskiego PSL „Niepodległość”. W wyborach w 1997 kandydował do Senatu w okręgu radomskim, zajmując 8. miejsce na 11 kandydatów. W wyborach parlamentarnych w 2001 kandydował do Sejmu z listy Akcji Wyborczej Solidarność Prawicy. W 1998, 2002 i 2006 był wybierany na radnego powiatu białobrzeskiego. W 2006 został przewodniczącym rady powiatu.
W wyborach parlamentarnych w 2007 uzyskał mandat posła na Sejm VI kadencji z listy Prawa i Sprawiedliwości. Startował w okręgu radomskim, uzyskując 16 012 głosów. W wyborach parlamentarnych w 2011 był ponownie kandydatem na posła z ramienia Prawa i Sprawiedliwości, uzyskał reelekcję liczbą 10 217 głosów. W 2015 i 2019 był ponownie wybierany do Sejmu, otrzymując odpowiednio 17 961 głosów oraz 12 494 głosy. W wyborach w 2023 nie uzyskał poselskiej reelekcji.

## Odznaczenia
- Krzyż Oficerski Orderu Odrodzenia Polski (2025)[7]
- Krzyż Wolności i Solidarności (2018)[8]